# Deltacompagnie 30 Natresbat
De Deltacompagnie van 30 Infanteriebataljon Bewaken Beveiligen Korps Nationale Reserve is een Nederlandse militaire eenheid (compagnie) die geheel bestaat uit reservisten. Het 30 Natresbataljon is een van de drie regionale bataljons van het Korps Nationale Reserve (Natres). De staf van 30 Natresbataljon omvat een detachement van circa 20 personen en is sinds 17 december 2013 gevestigd op de Legerplaats Oirschot. De bevelsautoriteit van het bataljon is sinds 2012 Commandant 13 Lichte Brigade, met dezelfde standplaats als de bataljonsstaf. 13 Lichte Brigade maakt deel uit van het Commando Landstrijdkrachten. 
Zustercompagnieën binnen 30 Natresbataljon zijn de Alphacompagnie (Marine Kazerne Vlissingen), Bravocompagnie (Trip van Zoudtlandt Kazerne, Breda), Charliecompagnie (Generaal Majoor de Ruyter van Steveninckkazerne, Oirschot) en Echocompagnie (Luitenant-generaal Bestkazerne, Vredepeel).

## Geschiedenis
De Deltacompagnie is in 2000 ontstaan als gevolg van een reorganisatie binnen 30 Natresbataljon door het herletteren van de in 1996 opgerichte Golfcompagnie,  De Golfcompagnie was op 1 mei 1996 ontstaan na de overgang van Provinciaal Militair Commando (PMC) Limburg naar het nieuwe Regionaal Militair Commando Zuid in een bataljonsstructuur.  Op haar beurt was het een voortzetting van de op 1 maart 1993 opgerichte Natrescompagnie Nr. 19 die geformeerd werd na invoering van de compagniestructuur onder PMC commando. Bij de invoering van deze compagniestructuur werden in Limburg de Natrescompagnieën Nr. 18 en Nr. 19 samengesteld uit personeel van de vanaf 1969 geformeerde zelfstandige Natrespelotons en de in 1986 gevormde tactische Natres compagniestaven: 
- Tactische Natrescompagniestaf Nr. 16 Maastricht
- Tactische Natrescompagniestaf Nr. 51 Heerlen
- Tactische Natrescompagniestaf Nr. 52 Beek (Limburg)
- Natrespeloton Nr. 425 Weert
- Natrespeloton Nr. 426 Venlo
- Natrespeloton Nr. 427 Heerlen
- Natrespeloton Nr. 428 Sittard
- Natrespeloton Nr. 429 Maastricht
- Natrespeloton Nr. 430 Roermond
- Natrespeloton Nr. 431 Venray
- Natrespeloton Nr. 432 Valkenburg aan de Geul
- Natrespeloton Nr. 446 Geleen
- Natrespeloton Nr. 518 Brunssum
- Natrespeloton Nr. 519 Beek (Limburg)
- Natrespeloton Nr. 520 Heythuysen

In de periode van de Koude Oorlog was de hoofdtaak van de Natres het bewaken en beveiligen van vitale objecten voor het mobilisatieproces van het 1e Legerkorps dat in tijd van oorlog zou moeten verplaatsen naar het legerkorpsvak op de Noord-Duitse Laagvlakte. Om deze reden was de Natres in die tijd georganiseerd rond geografische gespreide zelfstandige pelotons en bewaarden Natres militairen het wapen thuis om een snelle reactietijd mogelijk te maken. 
In die periode was een bijzondere taak weggelegd voor de Tactische Natres-compagniestaf Nr. 16. Volgens het operatieplan van het toenmalige Nationaal Territoriaal Commando te Gouda zou deze staf met 3 Natres pelotons bij uitgifte van "telegram N" onder bevel worden gesteld van de NAVO-commandant van de Northern Army Group ter beveiliging van het Joint Operations Centre (JOC) van de Northern Army Group/Second Allied Tactical Air Force (NORTHAG/TWO ATAF STATIC) in de Cannerberg en het NATO Information and Communication System (NICS) nabij Maastricht. Daarnaast was deze compagniestaf verantwoordelijk voor de beveiliging van het Missiehuis in Cadier en Keer waar in oorlogstijd de militaire verkeersleiding over de wegen in Europa zou worden ondergebracht.

## Standplaatsen
De Deltacompagnie is tot 2010 gelegerd geweest op de Van Horne Kazerne (gesloten per 1 januari 2015) te Weert, de toenmalige thuisbasis van de Koninklijke Militaire School. Vanwege ruimtegebruik op de Van Horne Kazerne werd de vlaglocatie van de compagnie in 2010 verplaatst naar de Nassau-Dietzkazerne in Budel. Als gevolg van sluiting van de Nassau-Dietz Kazerne is de standplaats van de compagnie vanaf 18 januari 2014 het Hendrik van Nassau-Ouwerkerk Kamp te Brunssum, waar het NATO Allied Joint Force Command Brunssum is gevestigd. De Deltacompagnie is gestationeerd in het gebied van de Veiligheidsregio Zuid-Limburg.

## Taken

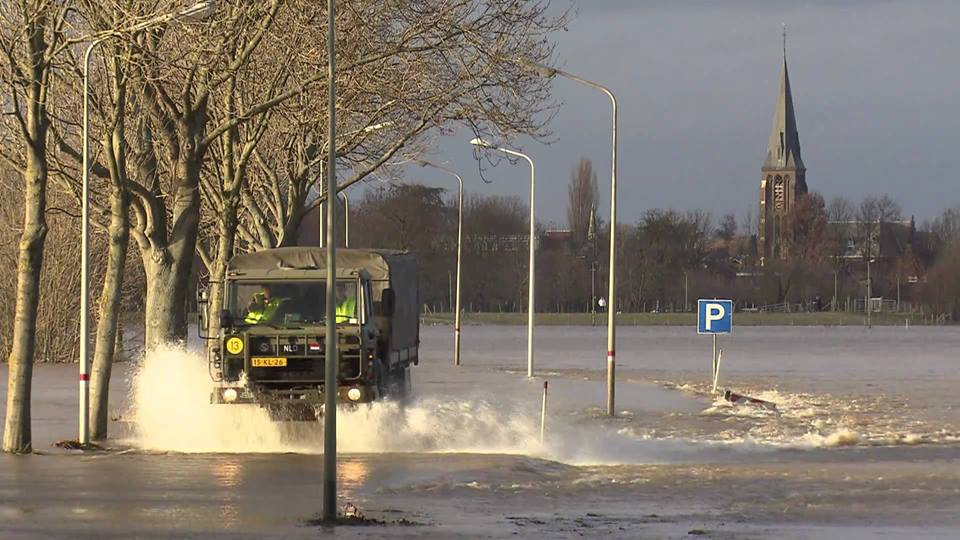
Deltacompagnie inzet hoogwater 2011

Kerntaak van de Deltacompagnie is het bewaken en beveiligen van objecten en gebieden in Nederland. De eenheid levert steun aan buitenlandse militaire transporten die bij grote oefeningen of inzet door Nederland trekken (Host Nation Support) en aan eenheden van de Nederlandse krijgsmacht. Daarnaast kan de compagnie militaire bijstand verlenen aan de civiele veiligheidsregio’s bij rampenbestrijding en voor het handhaven van de openbare orde en veiligheid krachtens de Politiewet 2012. Tot slot levert de compagnie steun aan civiele instanties bij grote evenementen, bijvoorbeeld de Nijmeegse Vierdaagse, en ondersteuning bij ceremoniële activiteiten, bijvoorbeeld Prinsjesdag en herdenkingen zoals de herdenking bij het Nationaal Indië-monument 1945-1962 te Roermond en Memorial Day op het Netherlands American Cemetery and Memorial in Margraten.
De compagnie is ingezet tijdens de volgende nationale operaties:
- 1995 - Militaire steunverlening tijdens het hoogwater bij Gennep en Bergen (Limburg)
- 1997 - Militaire steunverlening tijdens de varkenspestepidemie
- 2001 - Militaire bijstand tijdens de MKZ-crisis
- 2003 - Host Nation Support bij de verplaatsing van Amerikaanse eenheden tijdens de Tweede Golfoorlog
- 2005 - Militaire bijstand tijdens het bezoek van de Amerikaanse president Bush aan het “Netherlands American Cemetery and Memorial” te Margraten
- 2011 - Militaire steunverlening aan de Veiligheidsregio Zuid-Limburg tijdens het hoogwater te Borgharen-Itteren
- 2015 - Militaire steunverlening bij de opvang van vluchtelingen op de Legerplaats Oirschot tijdens de Europese vluchtelingencrisis
- 2017/2018 - Militaire steunverlening aan de Koninklijke Marechaussee bij het Mobiel Toezicht Veiligheid in Hoek van Holland
- 2021 - Militaire steunverlening watersnood Limburg

Op vrijwillige basis hebben individuele militairen uit de eenheid deelgenomen aan buitenlandse missies
- 2004 - Stabilization Force (SFOR), Bosnië en Herzegovina
- 2008, 2011 - International Security Assistance Force (ISAF), Uruzgan Afghanistan
- 2013 - Nederlandse geïntegreerde politietrainingsmissie in Kunduz, Afghanistan
- 2014 - African Contingency Operations Training and Assistance (ACOTA), Burundi
- 2021 - Capacity Building Mission Irak (CBMI-21), Irak

Op vrijwillige basis hebben leden van de compagnie voor langere tijd, op basis van individuele inzet reservisten, functies vervuld bij Defensie Uitleenorganisatie te Stroe, US Army Prepositioned Stocks te Eygelshoven, Eerste Duits-Nederlandse Legerkorps in Münster Duitsland, 11 Luchtmobiele Brigade in Schaarsbergen, Defensie Materieel Organisatie in Utrecht, Commando Landstrijdkrachten te Utrecht, Koninklijke Militaire School in Ermelo, Opleidings- & Trainingcentrum Genie in Vught, Explosieven Opruimingsdienst Defensie te Soesterberg, Defensiestaf Den Haag.

## Organisatie
De Deltacompagnie heeft een organieke sterkte van 152 militairen en omvat een compagniestaf en 4 pelotons (nrs. 1 t/m 4). Een peloton is opgebouwd uit een commandogroep en drie groepen (A, B, C).

## Materieel en bewapening
De compagnie is uitgerust met binnen het Commando Landstrijdkrachten gangbare klein kaliber wapens. Verder beschikt de compagnie over eigen verbindingsmiddelen. Mobiliteit wordt onder meer geleverd door de Volkswagen Amarok vanaf 2015 de opvolger van de Mercedes-Benz 290GD en de DAF YA 4440 / 4442. 

## Selectie, opleiding en training

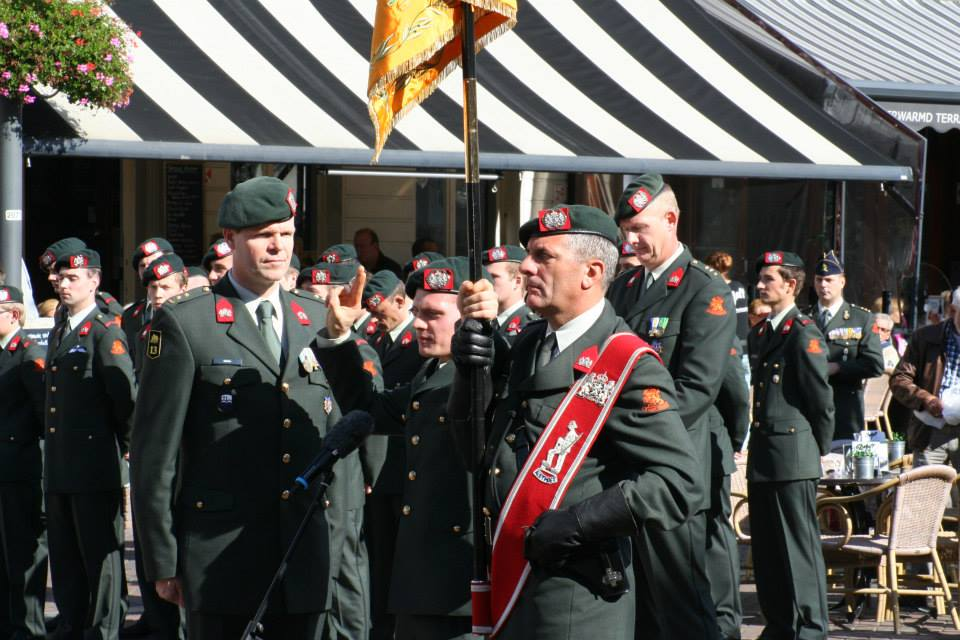
Deltacompagnie beëdiging nieuwe militairen

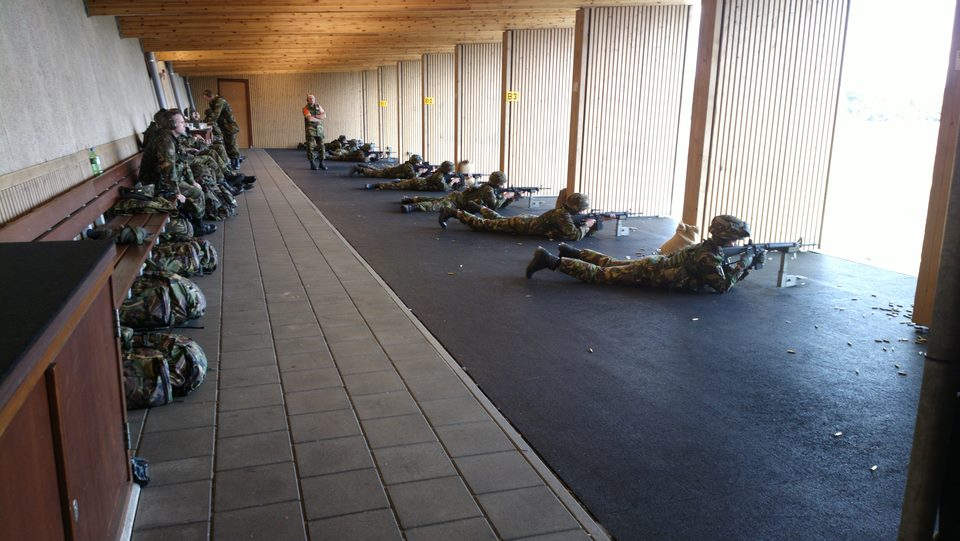
Deltacompagnie opleidings- en trainingsprogramma

Kandidaten die toegelaten willen worden tot de Delta compagnie moeten minimaal 18 jaar (maximaal 55 jaar) oud zijn, de Nederlandse nationaliteit bezitten, een minimale lengte van 1,55 m hebben en gezond en fit zijn. Een geneeskundige en psychologische keuring op de Marine kazerne in Amsterdam en antecedentenonderzoek door de MIVD maken deel uit van de selectieprocedure.
Na de selectieprocedure volgt de kandidaat, die niet over militaire ervaring beschikt, een Algemene Militaire Opleiding (AMO) van 2 weken bij de Schoolbataljons Zuid (Generaal Majoor de Ruyter van Steveninckkazerne, Oirschot) of Noord (Johan Willem Frisokazerne, Assen). Daarna volgt plaatsing bij de Deltacompagnie en legt de militair de eed of belofte van trouw af op het Vaandel van het Korps Nationale Reserve. Bij de compagnie wordt de AMO-plus (1 week) gevolgd en volgt de militair het jaarlijkse opleidings- en trainingsprogramma. Kaderleden krijgen een initiële opleiding en vervolgopleidingen aan de Koninklijke Militaire Academie (officieren) of de Koninklijke Militaire School (onderofficieren) en volgen kaderinstructieweekenden verzorgd door de bataljonsstaf.
Het opleidings- en trainingsprogramma is gericht op de kerntaak bewaken en beveiligen en het op peil houden van de individuele militaire basisvaardigheden, waaronder het kunnen toepassen van de geweldinstructie en militaire zelfverdediging. Ook leggen de leden van de compagnie de verplichte fysieke inzetbaarheidstest en de defensie conditieproef af. Het programma vindt hoofdzakelijk plaats op zaterdagen en ’s avonds tijdens werkdagen. Daarnaast zijn er meerdaagse oefeningen, zoals een schietprogramma op de Legerplaats Harskamp en oefeningen met de Veiligheidsregio's. Verder zijn er momenten waarop onderhoud aan de wapens en het materieel wordt gepleegd, leveren militairen steun aan andere militaire eenheden en civiele instanties en nemen leden van de compagnie deel aan de brigade sportdag, de Nijmeegse Vierdaagse en de Landelijke Schiet- en Vaardigheidswedstrijd van het Korps Nationale Reserve. De leden van de compagnie zijn verplicht om jaarlijks 180 opleidings- en trainingsuren te volgen en moeten rekening houden met een minimale beschikbaarheid van: 
- Officieren 435 uren
- Onderofficieren 420 uren
- Korporaals en soldaten 280 uren

## Compagniescommandanten
De compagniescommandant is eindverantwoordelijk voor de Deltacompagnie. Hij geeft leiding aan de compagniestaf en de pelotonscommandanten. Tot zijn directe verantwoordelijkheden behoren de operationele inzet van de compagnie, de personeelsaangelegenheden en het opstellen van het compagniesjaarplan. Daarnaast treedt de compagniescommandant op als adviseur van de bataljonscommandant van 30 Infanteriebataljon Bewaken Beveiligen Korps Nationale Reserve.
- 2000-2011: Majoor ing. J.H.M. (Jo) Urlings
- 2011-2015: Kapitein E.L.M. (Eef) Hendrikx
- 2015-2023: Kapitein drs. J.L.G. (John) Theunissen
- 2023-2024: Majoor J.I.Z. Domenie (waarnemend)
- 2024-heden: Kapitein T.M. (Tim) Slot